# アメリカ特殊作戦軍
アメリカ特殊作戦軍（アメリカとくしゅさくせんぐん、英：United States Special Operations Command : USSOCOM）は、アメリカ合衆国の統合軍の一つであり、陸軍・海軍・空軍・海兵隊の特殊部隊を統合指揮している。

## 概要
アメリカ軍の機能別統合軍（Functional Unified Combatant Command）のうちの一つで、全軍における特殊作戦を担当。
初代司令官のジェームズ・L・リンゼイ陸軍大将は、特殊作戦軍の主要な役割として以下の7項目を策定している。
- 特殊作戦における教義・戦術・技術・手順の開発
- 配下部隊に対する訓練・装備・相互運用の保証
- 配下部隊と他の統合軍に配属されている部隊の即応体制の監督
- 特殊作戦に必要な装備・資材・補給物資等の研究・開発・調達
- 全ての特殊作戦部隊員のための専門教導課程の運営
- 全ての特殊作戦部隊員の専門能力向上に対する監督
- 独自の予算計画の実行

## 歴史
1980年4月24日、イランにおける米人質救出作戦イーグルクロー作戦が失敗に終わり、アメリカの威信は傷付けられ政府に対する国民の信頼は失墜した。ベトナム戦争終結以降、アメリカ軍の特殊作戦兵力は削減され続け、特殊作戦部隊と在来戦部隊との軋轢、特殊作戦に対する予算削減なども手伝ってアメリカの特殊作戦能力は著しく衰退しており、これが作戦失敗の根本要因となった。この出来事を受けて国防総省では調査委員会を組織し、その委員長に元海軍作戦本部長のジェームズ・L・ホロウェイ退役大将を任命。調査委員会の結論を基に、国防総省には対テロ統合タスクフォース（「タスクフォース」とは銘打っているが、作戦部隊ではなく対策本部的なデスクワーク部署）と特殊作戦諮問委員会が設置された。
1983年まで連邦議会で特殊作戦部隊改革の必要性を訴える声は小さかったが、それは徐々に大きなものに変わっていき、同年6月、バリー・ゴールドウォーター上院議員を委員長とする上院軍事委員会は、特殊作戦部隊を含む国防能力に関する研究に着手した。また、同年10月に起きた二つの出来事（レバノンにおける自爆テロとグレナダ侵攻作戦）により、変化の必要性がさらに明白になった。グレナダ侵攻作戦（Operation URGENT FURY）の最中にレバノンで起こった自爆テロでは237名の海兵隊員の命が失われ、さらに侵攻作戦における指揮統制の問題とも相まって、上院軍事委員会は増大する小規模紛争の脅威とそれに対処する部隊の統合運用問題に着目し、研究の焦点を絞った。
1984年1月1日、国防総省は連邦議会で高まりつつある懸念を受けて統合特殊作戦局（Joint Special Operations Agency、1980年に創設された統合特殊作戦コマンドとは別物）を設置した。しかし、同局の活動は特殊作戦の計画立案や部隊運用などについての助言を統合参謀本部に与えることに限定されており、直接的な指揮権限を付与されていなかったため、有効な解決策にはなり得なかった（そのため、統合特殊作戦局は設置からわずか4年足らずで解散している）。
その頃、国防総省には特殊作戦部隊の熱心な支持者が数名おり、中でも当時の国際安全保障問題担当国防長官補だったノエル・コック（Noel Koch）と彼の首席代理であったリン・ライランダー（Lynn Rylander）は特殊作戦部隊の改革を強く支持していた。時を同じくして、連邦議会にも特殊作戦部隊の徹底的な整備を唱える人物が数名いた。上院軍事委員会のメンバーだったサム・ナン上院議員（後の上院軍事委員長）とウィリアム・コーエン上院議員（後の国防長官）、そして下院軍事委員会の即応小委員長だったダン・ダニエル下院議員らがその代表である。特にダニエル下院議員は、「軍上層部は特殊作戦に関心が無く、この分野での能力は二流以下で、特殊作戦部隊の指揮統制は根強い問題」だと強く非難。そしてナン、コーエンの両上院議員もまた、将来起こりうる脅威に対する国防総省の備えが十分ではないことを強く感じていた。ナン上院議員は、本来、特殊作戦部隊の発展のために充てられるはずだった予算がそれ以外のことに使われている現状に大きな不満を示し、コーエン上院議員は小規模紛争に対処するための特殊作戦における明確な中心的組織と指揮命令系統が必要であると提唱した。
1985年10月、上院軍事委員会は『国防組織：変化の必要性（原題 Defense Organization: The Need For Change）』と名付けられた研究結果を発表。その主な著者であるJames R. Locher III（退役陸軍将校。後に特殊作戦・小規模紛争担当国防長官補へ就任）は過去の特殊作戦を調査し、将来起こりうる可能性の高い脅威について考察を行っている。そしてこの文書の影響により、『ゴールドウォーター＝ニコルズ国防総省再編法』が制定された（この法案には特殊作戦部隊に関する事項の他、陸海空軍と海兵隊の統合運用の強化、政府に対する中長期的な国家安全保障戦略の見直し指示などが盛り込まれた）。
1986年5月15日、ナン、コーエンの両上院議員とダニエル下院議員らは特殊作戦部隊の改革に関する法案を上下両院へ提出。それは国防総省内に全軍の特殊作戦部隊を担当する統合組織と、小規模紛争および特殊作戦のための十分な予算配分と政策調整を行うオフィスの設置を要求するものだった。また、ダニエル下院議員の提案はさらに極端なもので、統合参謀本部を経ることなく国防長官に直接報告可能な文官が指揮を執る国家特殊作戦局（National Special Operations Agency）の設置と、特殊作戦部隊専用の独立予算の確保を要求するものだった。そして、同年の夏に連邦議会はこれらの法案に対する公聴会を開催した。当時の統合参謀本部議長だったウイリアム・クロウ海軍大将はこれらの法案に反対するよう国防総省へ働き掛け、それと同時に代替案として、中将の指揮する新しい特殊作戦部隊コマンド（Special Operations Forces Command）の創設を提案した。しかし、この提案は受け入れられず、連邦議会は特殊作戦部隊がより強い影響力を行使できるよう司令官には大将を充てるべきだと主張し、何名かの退役軍人やその他の人物が改革の必要性を支持する証言を行った。特にリチャード・A・ショルツ退役陸軍少将（統合特殊作戦軍の初代司令官）の証言は、特殊作戦部隊改革の大きな必然性を表すものだった。ショルツ少将はグレナダ侵攻作戦で統合特殊作戦タスクフォース司令官を務めており、その際に在来戦部隊の司令官が特殊作戦部隊について正しく理解していなかった結果、大きな損害を受けたことを説明した。
その後、特殊作戦部隊の改革に関する法案は上下両院を通過し、調停のために両院協議会へ送られた。そしていくつかの修正が加えられた末、この法案は正式に可決された。法案の主要な柱となったのは、以下の4点である。
- 全軍の特殊作戦部隊を統括する特殊作戦軍を創設し、その司令官には大将を充てること
- 国防総省に特殊作戦・小規模紛争担当国防長官補の役職を設置すること
- 国家安全保障会議に小規模紛争調整委員会を設置すること
- 特殊作戦部隊のための自前の予算管理プログラムを作成すること

特に司令官の階級を大将にしたことと特殊作戦・小規模紛争担当国防長官補の設置、そして独自の予算確保が可能になったことによって特殊作戦部隊はこれまでに考えられなかったような強い発言権を得ることができた。
しかし、特殊作戦軍の創設に際して重大な問題が浮上した。それは、この新たな組織のための基地や人員をどうするのか、ということである。最も簡単な解決策としては、それまで米軍の即応兵力を統括していた即応コマンドを解体し、その基地や人員をそのまま特殊作戦軍に充てるというものであった。当時の即応コマンド司令官だったジェームズ・L・リンゼイ陸軍大将はそれを承認し、これを受けたクロウ統合参謀本部議長は1987年1月23日、キャスパー・ワインバーガー国防長官に対して特殊作戦軍に基地と人員を提供するため、即応コマンドを解体すべきであるとの意見書を提出した。その意見は即座に受け入れられ、1987年4月13日、ロナルド・レーガン大統領は特殊作戦軍の創設を承認し、国防総省は同年4月16日をもって特殊作戦軍を始動させた。初代司令官には即応コマンド司令官だったリンゼイ大将が指名され、連邦議会は満場一致で彼を承認した。リンゼイ大将は空挺部隊や特殊部隊での勤務経験が豊富で、まさにうってつけの人物だったといえる。そして2ヵ月後の6月1日には創設式典が催され、特殊作戦軍の存在が公式に世間に知れ渡ることとなった。

## 組織構成
当初の特殊作戦軍には他の組織と同様に、司令官・副司令官・参謀長のいわゆる三役の下にJ-1（総務・人事）、J-2（情報）、J-3（作戦計画・訓練）、J-4（兵站）、J-5（戦略計画・政策）、J-6（指揮統制・通信・コンピュータシステム）、J-7（運用計画・統合戦力開発・相互運用）、J-8（戦力構成・資源・評価）、J-9（民事・心理作戦支援）などの幕僚機能が置かれていたが、5代目司令官となったピーター・シューメーカー陸軍大将の下で1998年頃から司令部機能の効率化が図られるようになり、従来の幕僚機能を発展的解消していくつかのセンターが作られた。J-1は参謀長がセンター長を兼任する指揮支援センターへ、J-3とJ-5とJ-9が統合されて作戦計画・政策センターへ、J-2とJ-6が統合されて諜報・情報作戦センターへ、J-7とJ-8が統合されて戦力構成・要求・資源・戦略評価センターへ、J-4が調達・兵站センターへとそれぞれ再編成された。
2003年には更なる効率化が図られ、作戦計画・政策センターから政策部、訓練部、即応部が抽出されて政策・訓練・即応センターになり、作戦計画・政策センターは純粋に作戦だけを担当する特殊作戦センターへと改編された。
2004年末には特殊作戦センター、諜報・情報作戦センター、政策・訓練・即応センターの3個が統合されてより大規模な特殊作戦センターへ再編され（これによってセンター長の階級が少将から中将になった）、加えて新たにネットワーク通信センター、知識・将来性センター、財務管理センターが作られた。
その後、センター機構の廃止など更なる再編と効率化を経て、2023年現在の指揮幕僚機能は以下のとおりとなっている。
- 司令部機能
  - 司令官
  - 副司令官
  - 司令官代理
  - 司令部付き上級下士官顧問

- 幕僚機能
  - 参謀長
  - 人事部長
  - 情報部長
  - 作戦部長
  - 兵站部長
  - 戦略・計画・政策部長
  - 通信部長
  - 戦力構成・要件・資源・戦略評価部長
  - 大量破壊兵器対策部長
  - 調達・技術・兵站部長
  - 財務管理部長
  - 最高デジタル・AI責任者
  - 統合特殊作戦大学長
  - 動員・予備役担当副司令官
  - 将来性担当副司令官

## 歴代司令官

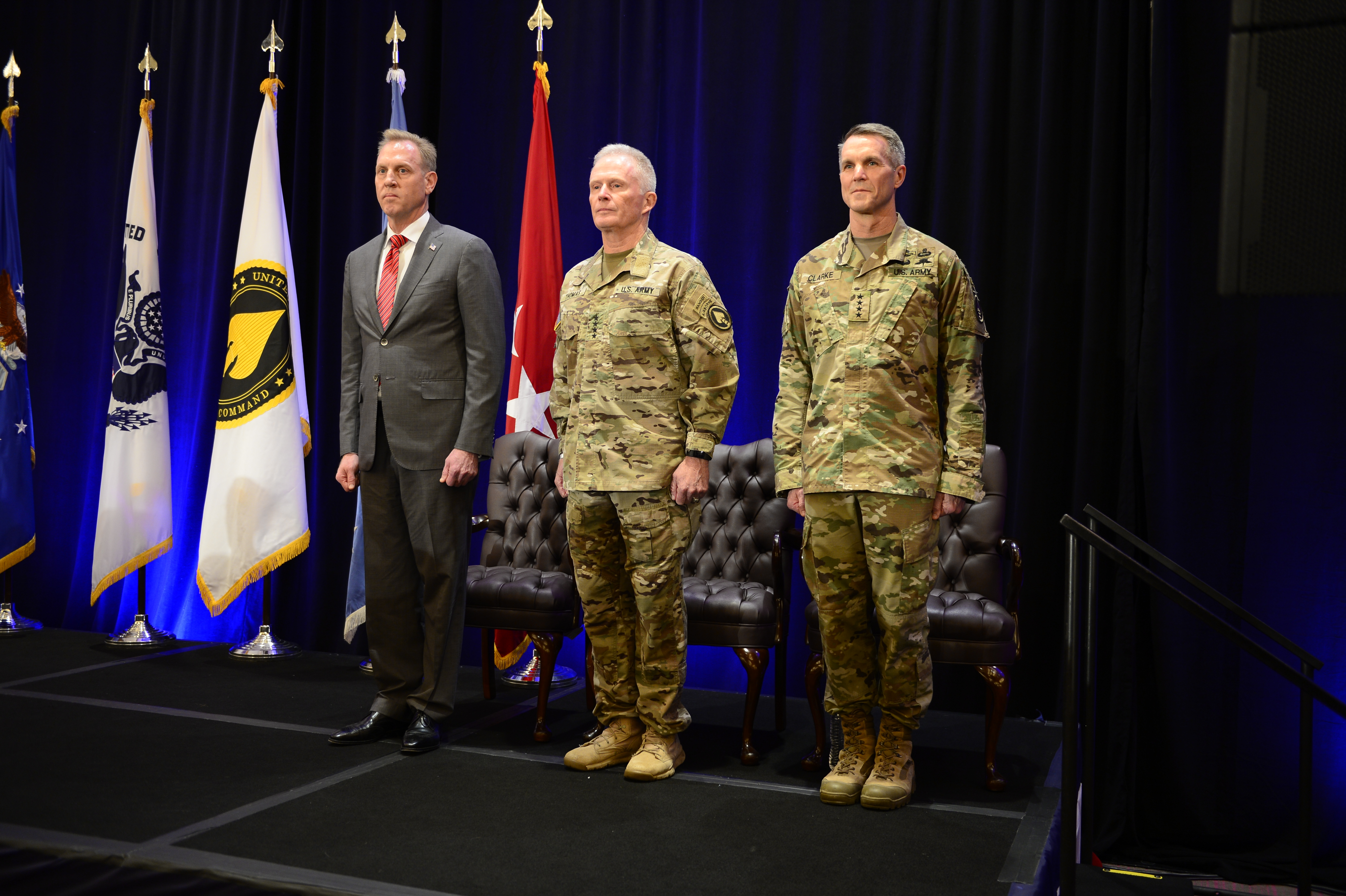
2019年3月29日に行われた司令官交代式に出席したパトリック・シャナハン国防長官代行 (左)、退任するレイモンド・A・トーマス大将(中央)、就任するリチャード・D・クラーク大将(右)。

| 代   | 司令官                          | 司令官                                    | 期間           | 期間           | 期間       | 所属         |
| 代   | 写真                            | 氏名                                      | 就任           | 退任           | 日数       | 所属         |
| ---- | ------------------------------- | ----------------------------------------- | -------------- | -------------- | ---------- | ------------ |
| 1    | ジェームズ・J・リンゼー         | 大将 ジェームズ・J・リンゼー (1932-)      | 1987年4月16日  | 1990年6月27日  | 3年, 72日  | アメリカ陸軍 |
| 2    | カール・W・シュタイナー         | 大将 カール・W・シュタイナー (1936-)      | 1990年6月27日  | 1993年05月20日 | 2年, 327日 | アメリカ陸軍 |
| 3    | ウェイン・A・ダウニング         | 大将 ウェイン・A・ダウニング (1940–2007)  | 1993年05月20日 | 1996年2月29日  | 2年, 285日 | アメリカ陸軍 |
| 4    | ヘンリー・H・シェルトン         | 大将 ヘンリー・H・シェルトン (1942-)      | 1996年2月29日  | 1997年9月25日  | 1年, 209日 | アメリカ陸軍 |
| 代行 | レイモンド・C・スミス・ジュニア | 少将 レイモンド・C・スミス・ジュニア 代理 | 1997年9月25日  | 1997年11月5日  | 41日       | アメリカ海軍 |
| 5    | ピーター・J・スクーメーカー     | 大将 ピーター・J・スクーメーカー (1946-)  | 1997年11月5日  | 2000年10月27日 | 2年, 357日 | アメリカ陸軍 |
| 6    | チャールズ・R・ホランド         | 大将 チャールズ・R・ホランド (1948-)      | 2000年10月27日 | 2003年9月2日   | 2年, 310日 | アメリカ空軍 |
| 7    | ブライアン・D・ブラウン         | 大将 ブライアン・D・ブラウン (1948-)      | 2003年9月2日   | 2007年7月9日   | 3年, 310日 | アメリカ陸軍 |
| 8    | エリック・T・オルソン           | 大将 エリック・T・オルソン (1952-)        | 2007年7月9日   | 2011年8月8日   | 4年, 30日  | アメリカ海軍 |
| 9    | ウィリアム・H・マクレイヴン     | 大将 ウィリアム・H・マクレイヴン (1955-)  | 2011年8月8日   | 2014年8月28日  | 3年, 20日  | アメリカ海軍 |
| 10   | ジョセフ・L・ヴォーテル         | 大将 ジョセフ・L・ヴォーテル (1958-)      | 2014年8月28日  | 2016年3月30日  | 1年, 215日 | アメリカ陸軍 |
| 11   | レイモンド・A・トーマス         | 大将 レイモンド・A・トーマス (1958-)      | 2016年3月30日  | 2019年3月29日  | 2年, 364日 | アメリカ陸軍 |
| 12   | リチャード・D・クラーク         | 大将 リチャード・D・クラーク (1962-)      | 2019年3月29日  | 2022年9月30日  | 3年, 185日 | アメリカ陸軍 |
| 13   | ブライアン・P・フェントン       | 大将 ブライアン・P・フェントン (1969-)    | 2022年9月30日  | Incumbent      | 5年, 163日 | アメリカ陸軍 |

## 隷下特殊作戦軍
- アメリカ陸軍特殊作戦コマンド(United States Army Special Operations Command/U.S.ASOC)
- アメリカ海軍特殊戦コマンド(United States Naval Special Warfare Command/U.S.NAVSPECWARCOM)
- アメリカ空軍特殊作戦コマンド(United States Air Force Special Operations Command/U.S.AFSOC)
- アメリカ海兵隊特殊作戦コマンド(United States Marine Corps Forces Special Operations Command/U.S.MARSOC)
- 統合特殊作戦コマンド(Joint Special Operations Command/JSOC)
- 統合特殊作戦大学(Joint Special Operations University/JSOU)
- 北方特殊作戦軍(Special Operations Command North/SOCNORTH)
- 南方特殊作戦軍(Special Operations Command South/SOCSOUTH)
- 欧州特殊作戦軍(Special Operations Command Europe/SOCEUR)
- アフリカ特殊作戦軍(Special Operations Command Africa/SOCAFRICA)
- 中央特殊作戦軍(Special Operations Command Central/SOCCENT)
- 太平洋特殊作戦軍(Special Operations Command Pacific/SOCPAC)
- 在韓特殊作戦軍(Special Operations Command Korea/SOCKOR)

## USSOCOM勲章

USSOCOM勲章の略綬

アメリカ特殊作戦軍勲章は、1994年に創設され、特殊作戦に対し顕著な貢献と支援があった個人を表彰するものである。著名な受賞者に以下の3名がいる。
- サミュエル・V・ウィルソン陸軍中将
- ラルフ・パケット陸軍大佐
- クリスティン・ベック海軍上級上等兵曹

アメリカ特殊作戦軍勲章は、これまでに50人以上が受章しているがアメリカ人以外の受章者は下記の6名のみである。
- ブノワ・プーガ大将(フランス陸軍)
- グンナー・ソンステビー大将(ノルウェー陸軍)
- ヴウォジミェシュ・ポタジンスキ中将(ポーランド陸軍)
- ピョートル・パタロン少将(ポーランド陸軍)
- イェジー・グート准将(ポーランド陸軍)
- チョン・インボム中将(韓国陸軍)